# Geostiba effeminata
Geostiba effeminata – gatunek chrząszcza z rodziny kusakowatych i podrodziny rydzenic.
Gatunek ten opisany został po raz pierwszy w 2022 roku przez Volkera Assinga na łamach „Contributions to Entomology”. Jako lokalizację typową wskazano okolice przełęczy Abano na północ od Leczuri w gruzińskiej Kachetii. Epitet gatunkowy oznacza po łacinie „kobieca” i odnosi się do braku modyfikacji cech dymorfizmu płciowego na pokrywach i tergitach u samca.
Chrząszcz o wydłużonym ciele długości od 2,1 do 2,5 mm. Głowa jest rudożółta do rudej z żółtymi czułkami, lekko wydłużona. Oczy są uwstecznione, zbudowane z od pięciu do sześciu fasetek. Przedplecze i pokrywy również są rudożółte do rudych. U obu płci pokrywy są niezmodyfikowane. Odnóża mają żółte ubarwienie. Odwłok jest rudożółty do rudego z niewyraźnie przyciemnionymi segmentami przedwierzchołkowymi. U obu płci na powierzchni siódmego tergitu brak jest modyfikacji. Tylny brzeg ósmego tergitu jest u samca wypukły ze ściętym środkiem, u samicy zaś szeroko wypukły. Genitalia samicy cechuje bulwiasta proksymalna część spermateki.
Gatunek palearktyczny, znany wyłącznie z Kachetii. Znajdywany na rzędnych od 1510 do 2270 m n.p.m. Bytuje w ściółce leśnej, wśród korzeni, w kamienistym podłożu.